# Fabián Coito
Fabián Coito Machado (ur. 17 marca 1967 w Montevideo) – urugwajski piłkarz występujący na pozycji obrońcy, trener piłkarski, od 2024 roku prowadzi reprezentację Urugwaju U-20.